# Bengt Emil Johnson
Bengt Emil Johnson, född 12 december 1936 i Saxdalen, Dalarna, död 14 juli 2010 i Stockholm, var en svensk poet, författare, radioman, tonsättare och skribent. Han var en betydande gestalt i svenskt konstliv runt 1960-talet på scener som Pistolteatern, Fylkingen och Moderna museet.
Bengt Emil Johnson var gift med sångerskan Kerstin Ståhl.

## Verksamhet
Mellan åren 1956 och 1964 studerade Johnson komposition och pianospel för Knut Wiggen i Stockholm, men började som poet och skribent och blev redan 1945 publicerad med en text om morkullan. Debuten som konkret poet kom 1963 med Hyllningarna. Fram till och med 1966 publicerade han fyra konkretistiska diktsamlingar, där ord och bokstäver inte enbart är betydelsebärande utan också utgör material för semantiska experiment. Han var en av medlemmarna i Svisch-gruppen som uppförde litterära happenings och gjorde utställningar med konkret poesi.
År 1966 fick Johnson anställning på Sveriges Radio, och samma år började han mer koncentrerat att ägna sig åt elektronmusik och text-ljud-kompositioner. Han var chef för den seriösa musiken 1979–1984 och sedan programdirektör på riksradion.
Johnson var ledamot av Kungliga Musikaliska Akademien. I november 2006 skrev Dagens Nyheter i bilagan På Stan felaktigt att Johnson var död. Han behandlade detta i en krönika, också publicerad i DN. Han deltog i documenta 8 i Kassel 1992. Johnson finns representerad på Moderna museet inom genrerna teckning och kollage.
Orten Saxdalen i Bergslagen, där Johnson växte upp, spelar en viktig roll i hans senare diktning.

## Diskografi i urval
- 1965 – Gubbdrunkning, EP, Bonniers författarskivor, AB 5020
- 1967 – Släpkoppel, äventyr på vägen. (Med Lars-Gunnar Bodin), Sveriges Radios förlag RELP 5016
- 1969 – Throgh the Mirror of Thirst (second passage), samlings-LP, Music for TAPE, Caprice RIKS LP 35 (1973)
- 1979 – In Time, Vittringar, Escaping, samlings-LP, Caprice

## Böcker om Bengt Emil Johnson
Söderblom, Staffan (2016). Ny nyss – en bok om Bengt Emil Johnson. Anthropos. ISBN 978-91-85722-34-1.

## Priser och utmärkelser
- 1964 – Albert Bonniers stipendiefond för yngre och nyare författare
- 1966 – Carl Emil Englund-priset för Gubbdrunkning
- 1978 – Zornpriset
- 1983 – De Nios Stora Pris
- 1984 – Bellmanpriset
- 1986 – Ferlinpriset
- 1992 – Dan Andersson-priset
- 1998 – Gerard Bonniers pris
- 1998 – Karlfeldt-priset
- 2002 – Tranströmerpriset
- 2004 – Litteris et Artibus
- 2005 – Ekelöfpriset
- 2006 – Gustaf Fröding-sällskapets lyrikpris
- 2009 – Kellgrenpriset
- 2010 – Anders och Veronica Öhmans pris